# Шукрут

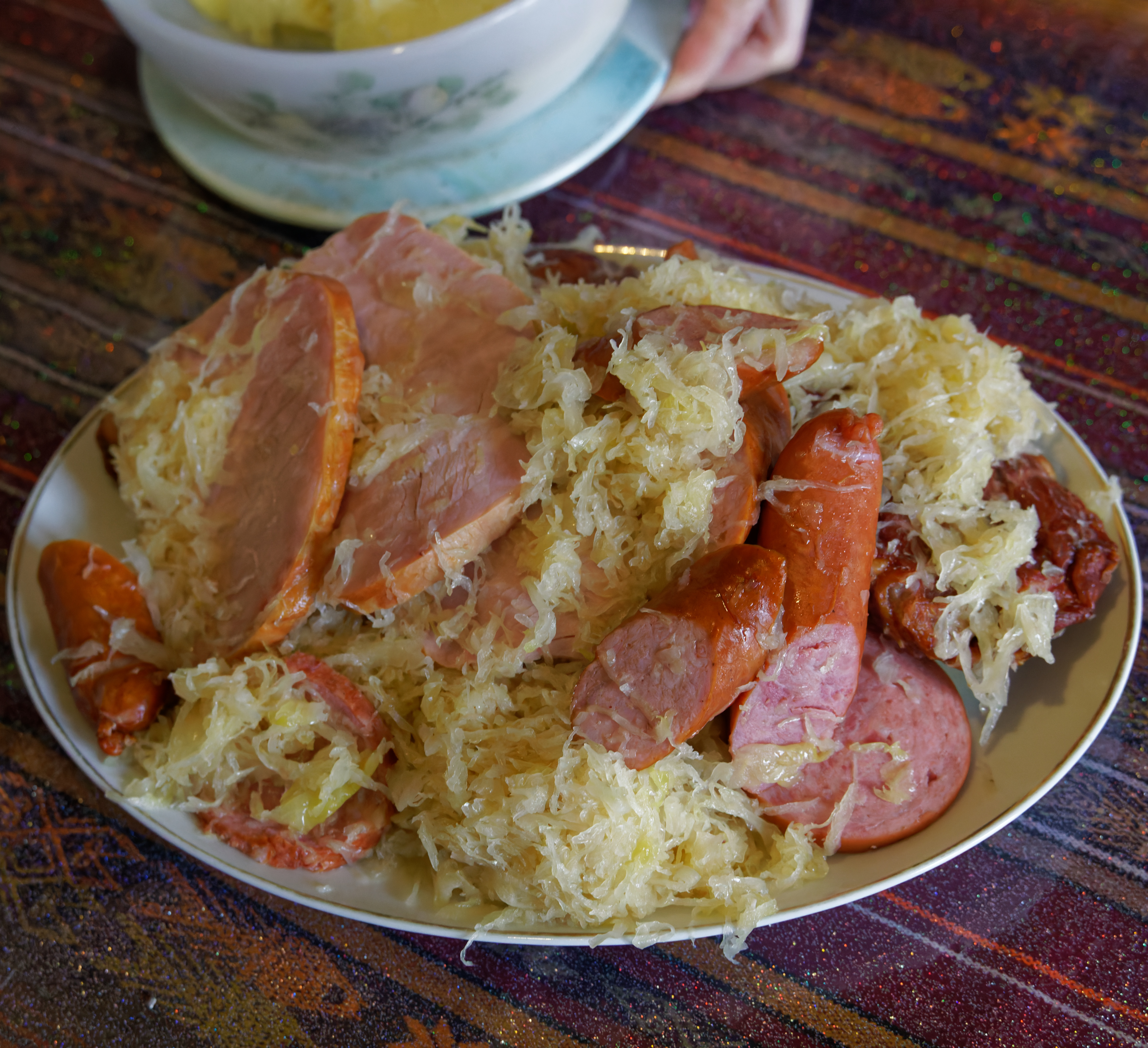
Шукрут подают со свининой и колбасой

Шукру́т (фр. choucroute — искаженный вариант эльзасского Sürkrüt, нем. Sauerkraut — «кислая капуста», причем во французском элемент «sauer» — «кислая» изменён на «chou» — «капуста») — традиционное блюдо эльзасской кухни, приготавливаемое путём квашения тех или иных сортов капусты. Как правило, однако, под термином «шукрут» понимают не просто квашеную капусту, а в сопровождении какого-либо гарнира — мяса, колбасных изделий или картофеля. Традиция обозначения словом «шукрут» именно квашеной капусты с гарниром восходит к XIX веку.

## Приготовление
Приготовление шукрута начинается с того, что капуста мелко шинкуется, после чего кусочки подвергаются брожению в рассоле. Перед употреблением капусту требуется проварить, что может быть сделано в традиционном эльзасском или белом вине или пиве. Кусочки мяса иногда варятся сразу вместе с капустой.
В качестве гарнира для шукрута могут использоваться сосиски, различные виды солёных мясных изделий, колбаса, часто — картофель. По большому счёту каких-то общепринятых ингредиентов для этого блюда не существует, но некоторые традиции в его приготовлении всё же соблюдаются. Традиционными ингредиентами из числа сосисок являются три их разновидности: франкфуртские сосиски, страсбургские сосиски и монбельярские сосиски, а также кусочки некоторых блюд из свинины, таких как рулька и прошутто. В блюдо могут также добавляться другие ингредиенты, такие как кусочки мяса гусей или рыбы. В ресторанах Страсбурга наряду с мясным шукрутом подается рыбный, в том числе «шукрут с тремя рыбами», например лосось, треска/палтус и копченая пикша. В 2007 году среднегодовое потребление шукрута в Эльзасе оценивалось в 800 граммов на человека.

## История
Первые упоминания о приготовлении квашеной капусты во Франции датируются XV веком; в текстах XVI века встречаются упоминания о наличии этого блюда в монастырских трапезах. В источниках XVII века блюдо упоминается под забавным названием «Kompostkrut» («помоечная капуста»), а в следующем столетии оно уже получило достаточно широкое распространение на территории Эльзаса, части Лотарингии и в соседнем Баден-Вюртемберге.

## Охраняемое географическое название
8 октября 2012 года в Journal officiel было опубликовано постановление, согласно которому с 18 октября этого года название «шукрут» становилось так называемым охраняемым географическим названием (фр. Indication géographique protégée): это означает запрет производителям шукрута выпускать на рынок свою продукцию в том случае, если технология её приготовления не соответствует строго установленным техническим условиям, касающимся критериев качества и «географического происхождения» и позволяет, как указано в постановлении, «защитить традиционные эльзасские методы», включая технологию приготовления шукрута путём «исключительно натурального брожения».
Согласно требованиям, чтобы претендовать на право написания названия «шукрут» на этикетке, капуста, используемая для его приготовления, должна быть выращена в регионе, каждый конкретный кочан должен весить не менее трёх кг и иметь «максимум три слегка зелёных листа в верхней части кочана после удаления оборачивающих его листьев». При приготовлении шукрута также должно применяться только натуральное брожение, то есть без добавления ферментов или изменения температуры.
Для шукрута, продаваемого в уже сваренном виде, его варка должна осуществляться обязательно в пределах Эльзаса в промышленных пищевых котлах (с непрерывным приготовлением пищи) или в горшках. Производители шукрута обязаны использовать для приготовления эльзасский алкоголь (белое вино, игристое вино или пиво) и сало или гусиный жир в качестве животного жира.